# Mogurnda spilota
Mogurnda spilota är en fiskart som beskrevs av Allen och Hoese, 1986. Mogurnda spilota ingår i släktet Mogurnda och familjen Eleotridae. IUCN kategoriserar arten globalt som sårbar. Inga underarter finns listade i Catalogue of Life.